# Campionati europei di ciclismo su strada 2010 - Gara in linea femminile Under-23
La gara in linea femminile Under-23 dei Campionati europei di ciclismo su strada 2010 è stata corsa il 17 luglio 2010 in Turchia, nei dintorni di Ankara, su un percorso totale di 121,5 km. La medaglia d'oro è stata vinta dall'olandese Noortje Tabak con il tempo di 3h08'21" alla media di 38,704 km/h, argento all'ucraina Lesia Kalitovska e a completare il podio la lituana Ausrine Trebaite.
Partenza con 81 cicliste, delle quali 64 completarono la gara.

## Squadre partecipanti
| N.    | Cod. | Squadra     |
| ----- | ---- | ----------- |
| 1-2   | AUT  | Austria     |
| 3-9   | BEL  | Belgio      |
| 10-13 | BLR  | Bielorussia |
| 16-18 | ESP  | Spagna      |
| 28-34 | FRA  | Francia     |
| 35-43 | GER  | Germania    |
| 46-55 | ITA  | Italia      |
| 57-61 | LTU  | Lituania    |
| 62    | LUX  | Lussemburgo |
| 63-73 | NLD  | Paesi Bassi |

| N.      | Cod. | Squadra    |
| ------- | ---- | ---------- |
| 75-77   | NOR  | Norvegia   |
| 78-81   | POL  | Polonia    |
| 83-93   | RUS  | Russia     |
| 95      | SVN  | Slovenia   |
| 96-98   | SUI  | Svizzera   |
| 101     | SVK  | Slovacchia |
| 102-103 | SWE  | Svezia     |
| 104-107 | TUR  | Turchia    |
| 108-113 | UKR  | Ukraina    |

## Ordine d'arrivo (Top 10)
| Pos. | Corridore           | Squadra     | Tempo    |
| ---- | ------------------- | ----------- | -------- |
| 1    | Noortje Tabak       | Paesi Bassi | 3h08'21" |
| 2    | Lesia Kalitovska    | Ucraina     | s.t.     |
| 3    | Ausrine Trebaite    | Lituania    | a 1"     |
| 4    | Romy Kasper         | Germania    | a 3"     |
| 5    | Aude Biannic        | Francia     | s.t.     |
| 6    | Irina Molicheva     | Russia      | a 4"     |
| 7    | Oxana Kozonchuk     | Russia      | a 5"     |
| 8    | Elizaveta Oshurkova | Ucraina     | a 6"     |
| 9    | Rasa Leieivyte      | Lituania    | a 11"    |
| 10   | Chantal Blaak       | Paesi Bassi | a 12"    |